# Abica
Koordinati:   43°51′27″N, 15°12′41″E
Abica je majhen nenaseljen otoček v Jadranskem morju. Pripada
Hrvaški.
Abica, ki se v nekaterih zemljevidih imenuje tudi Aba Mala, leži okoli 1 km jugovzhodno od rta Ribarska straža na Dugem otoku. Površina otočka meri 0,031 km². Dolžina obalnega pasu je 0,72 km. Najvišji vrh je visok 40 mnm.